# 24 ore con Gaspar
24 ore con Gaspar (24 Jam Bersama Gaspar) è un film indonesiano del 2023 diretto da Yosep Anggi Noen e basato sul romanzo omonimo di Sabda Armandio.

## Trama
Gaspar è un detective impegnato ad indagare su un caso di omicidio dove il governo è coinvolto. Quando incontra un suo informatore gli chiede di fare luce sulla scomparsa della sua amica di infanzia Kirana e tutto porta al trafficante di esseri umani Wan Ali.

## Distribuzione
Il film è stato distribuito sulla piattaforma Netflix a partire dal 14 marzo 2024.